# Ellen Vogel
Ellen Marie Elze Anthing Vogel (Den Haag, 26 januari 1922 – Amsterdam, 5 augustus 2015) was een Nederlands actrice.

## Biografie
Vogel was lid van de patricische familie (Anthing) Vogel en werd geboren als dochter van de voordrachtskunstenaar (Louis) Albert Vogel senior en de voordrachtskunstenares Ellen Buwalda, bekend onder de artiestennaam Ellen Vareno. Haar broer Albert en zusje Tanja gingen beiden ook aan het toneel.
Vogel ging in 1942 naar de toneelschool, debuteerde in 1945 bij Comedia en speelde vanaf 1950 tot 1971 bij de Nederlandse Comedie. Daarnaast was zij veelvuldig in films en op de televisie te zien. In 1961 kreeg zij de Theo d'Or voor haar rollen in Kasteel in Zweden en Joseph in Egypten.
Bij haar vijftigjarig jubileum in 1995 werd Vogel grande dame van het Nederlandse theater genoemd, een officieuze titel die voorheen was weggelegd voor Mary Dresselhuys. Op zondag 29 november kreeg zij de Blijvend Applaus Prijs 2009 uitgereikt.
Ter gelegenheid van haar 85e verjaardag verscheen een website met video- en audiomateriaal en werd het boek Ellen Vogel over haar leven en werk uitgegeven. Het boek was geschreven door Tonko Dop en Anneke Muller.
Ellen Vogel is getrouwd geweest met acteur Hans Tobi, met wie ze in 1946 een zoon kreeg. Na haar echtscheiding van Tobi in 1949 woonde ze tot 1955 samen met regisseur Fons Rademakers. Sinds 1976 was ze gehuwd met Jimmy Münninghoff. Hij stierf in juni 2012 op 86-jarige leeftijd.
Ellen Vogel overleed in 2015 op 93-jarige leeftijd. De crematieplechtigheid vond plaats op Westgaarde in Amsterdam.

## Filmografie

### Film
- 1946: Bezet gebied
- 1960: Makkers, staakt uw wild geraas
- 1961: Het mes
- 1969: Monsieur Hawarden
- 1981: De vergeten zuster
- 1983: Brandende liefde
- 1985: Paul Chevrolet en de ultieme hallucinatie
- 2001: The Discovery of Heaven
- 2002: De tweeling
- 2005: Masterclass

### Televisie
- 1969: De kleine zielen
- 1975: Van oude mensen, de dingen die voorbijgaan
- 1982 en 1984: Mensen zoals jij en ik, mevrouw Leeghwater resp. Eugenie Oldeveld
- 1982-1983: Armoede
- 1983: Herenstraat 10
- 1984: Willem van Oranje
- 1992-1998: Zonder Ernst
- 1998: Villa Felderhof, met Edgar Vos
- 2003: Oude koeien
- 2006: Ellen Vogel, koningin van het toneel (Close Up-documentaire van Jan Fillekers en Henk van der Horst)
- 2009: Bernhard, schavuit van Oranje
- 2012: Beatrix, Oranje onder vuur
- 2013: Doris
- 2013: Sterren op het Doek

## Theater
- 1945: Weekend in Californië (debuut)
- 1983-1984: De kersentuin